# زیردریایی آی-۲۵
زیردریایی آی-۲۵ (به انگلیسی: Japanese submarine I-25) یک زیردریایی بود که طول آن ۱۰۸٫۷ متر (۳۵۶٫۶ فوت) بود. این زیردریایی در سال ۱۹۴۰ ساخته شد.